# Electric Love (chanson de Børns)
 (octobre 2024).
Singles de Børns
10,000 Emerald Pools
(2015)
Electric Love est le premier single du chanteur américain Børns. La chanson apparaît sur le deuxième EP de l'artiste, Candy, ainsi que sur son premier album, Dopamine. Le 10 février 2017, la chanson fût certifiée disque de platine par la Recording Industry Association of America.

## Sortie
Electric Love sortit le 10 novembre 2014 sur le deuxième EP de Børns, Candy. La chanson parut de nouveau sur le premier album de Børns, Dopamine.
Le clip officiel paraît le 6 mai 2015 sur YouTube.

## Accueil
Electric Love a bien été reçue par la critique et les auditeurs. National Public Radio fit référence à la chanson en la qualifiant de phénomène viral. Kate Hutchinson de The Guardian loua le mélange du morceau de glam rock et de "sons de haute intensité". Neil Z. Yeung d'AllMusic surnomma la chanson un "swing Gary Glitter" et "hit de l'été 2015". Brennan Carley du magazine Spin décrivit la chanson comme une "hymne pop sur la plage, frais".

## Classements
| Classement (2015-2016)                     | Classement (2015-2016)                     | Meilleure position | Meilleure position |
| ------------------------------------------ | ------------------------------------------ | ------------------ | ------------------ |
| Bubbling Under Hot 100 Singles (Billboard) | Bubbling Under Hot 100 Singles (Billboard) | 13                 | 13                 |
| Top 40 Mainstream (Billboard)              | Top 40 Mainstream (Billboard)              | 31                 | 31                 |

| Classement (2020)                      |    |
| -------------------------------------- | -- |
| Australie (ARIA)                       | 52 |
| Belgique (Flandre Ultratop 50 Singles) | 15 |
| Billboard Global 200 \| 97             |    |
| Pays-Bas (Nederlandse Top 40)          | 1  |
| Suède (Sverigetopplistan)              | 4  |

## Certifications
| Pays             | Certification |
| ---------------- | ------------- |
| Australie (ARIA) | 2x Platine    |
| Brésil           | 2x Platine    |
| Canada           | Platine       |
| Danemark         | Or            |
| Italie           | Or            |
| Pologne          | Or            |
| Portugal         | Or            |
| Espagne          | Or            |
| Royaume-Uni      | Platine       |
| États-Unis       | Platine       |